# Acrobolbus
Acrobolbus, rod jetrenjarki  smješten u vlasrtitu potporodicu Acrobolboideae, dio porodice Acrobolbaceae. Postoji tridesetak priznatih vrsta

## Vrste
1. Acrobolbus africanus (Pearson) Briscoe
2. Acrobolbus anisodontus (Hook.f. & Taylor) Briscoe
3. Acrobolbus antillanus R.M. Schust.
4. Acrobolbus azoricus (Grolle & Perss.) Briscoe
5. Acrobolbus bispinosus (J.B. Jack & Steph.) Steph.
6. Acrobolbus caducifolius R.M. Schust.
7. Acrobolbus ciliatus (Mitt.) Schiffn.
8. Acrobolbus cinerascens (Lehm. & Lindenb.) Bastow
9. Acrobolbus concinnus (Mitt.) Steph.
10. Acrobolbus cuneifolius (Steph.) Briscoe
11. Acrobolbus diversifolius R.M. Schust.
12. Acrobolbus epiphytus (Colenso) Briscoe
13. Acrobolbus flavicans (J.J. Engel & Grolle) Briscoe & J.J. Engel
14. Acrobolbus gradsteinii (Grolle) Briscoe
15. Acrobolbus integrifolius (A. Evans) Briscoe
16. Acrobolbus knightii (Mitt.) Briscoe
17. Acrobolbus kunkelii (Hässel & Solari) Briscoe & J.J. Engel
18. Acrobolbus laxus (Lehm. & Lindenb.) Briscoe
19. Acrobolbus limbatus (Steph.) Briscoe & J.J. Engel
20. Acrobolbus lophocoleoides (Mitt.) Mitt.
21. Acrobolbus madeirensis (Grolle & Perss.) Briscoe
22. Acrobolbus mittenii Steph.
23. Acrobolbus ochrophyllus (Hook.f. & Taylor) R.M. Schust.
24. Acrobolbus papillosus (J.J. Engel & Glenny) Briscoe
25. Acrobolbus perpusillus (Colenso) Briscoe
26. Acrobolbus plagiochiloides (J.J. Engel & Glenny) Briscoe
27. Acrobolbus pseudosaccatus (Grolle) Briscoe
28. Acrobolbus renifolius (Hässel & Solari) Briscoe & J.J. Engel
29. Acrobolbus ruwenzorensis (S.W. Arnell) Briscoe
30. Acrobolbus saccatus (Hook.) Trevis.
31. Acrobolbus setulosus (Mitt.) Briscoe
32. Acrobolbus spinifolius R.M. Schust.
33. Acrobolbus sumatranus (Schiffn.) Briscoe
34. Acrobolbus surculosus (Nees) Trevis.
35. Acrobolbus tenellus (Taylor) Trevis.
36. Acrobolbus urvilleanus (Mont.) Trevis.
37. Acrobolbus viridis (Mitt.) Briscoe & J.J. Engel
38. Acrobolbus wilsonii Nees